# Клеменс Шамонг
Клеменс Шамонг (нім. Klemens Schamong; 15 квітня 1917, Кельн — не раніше 2007) — німецький офіцер-підводник, капітан-лейтенант крігсмаріне.

## Біографія

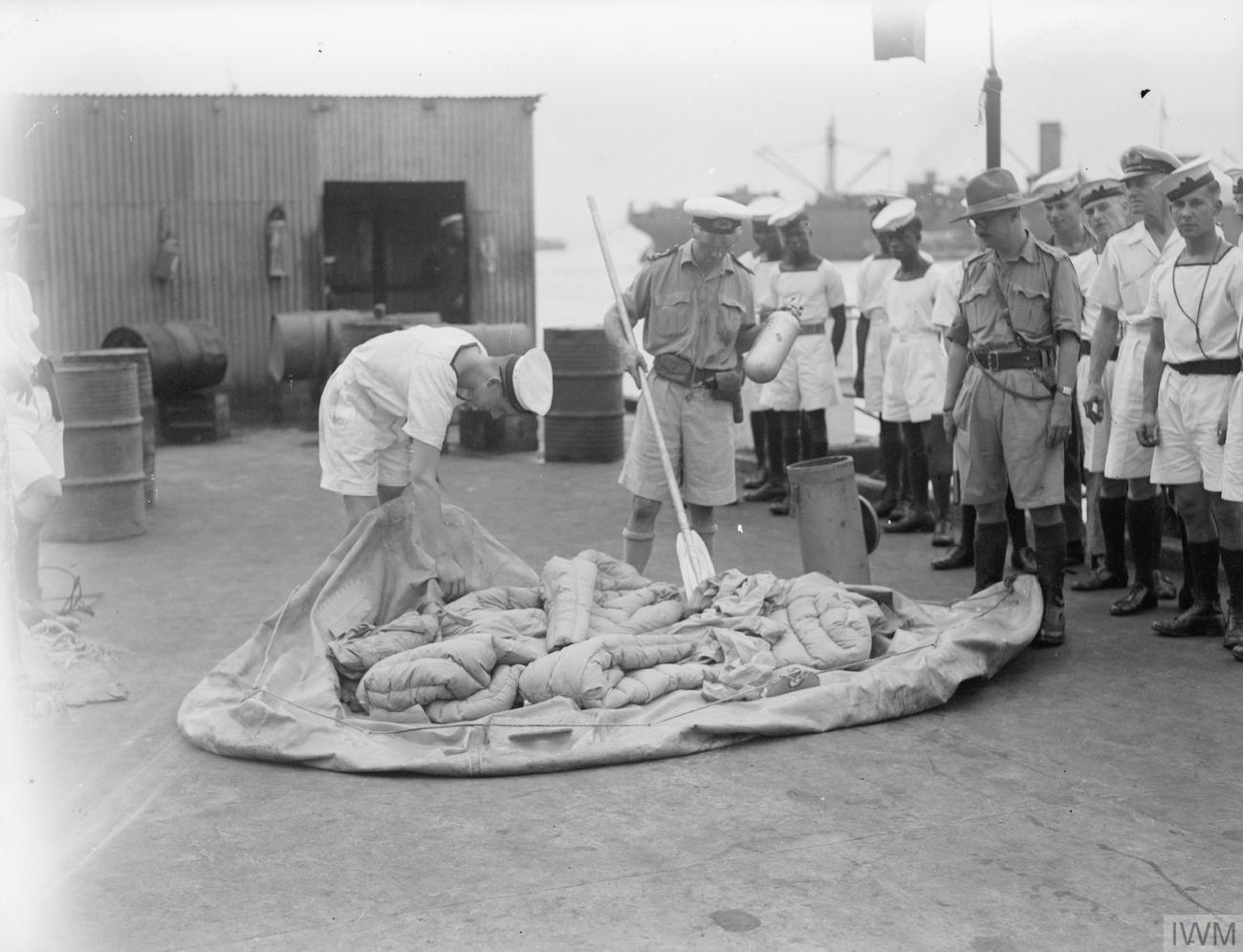
Офіцер розвідки «Кларкії» оглядає гумовий човен, на якому врятувались Шамонг з товаришами.

3 квітня 1937 року вступив в крігсмаріне. 2 жовтня 1939 року відряджений в морську авіацію. Після проходження навчання 1 квітня 1940 року призначений спостерігачем 606-ї групи берегової авіації. З 7 січня по 15 червня 1941 року пройшов курс підводника. З 25 серпня 1941 по 28 травня 1942 року — 1-й вахтовий офіцер на підводному човні U-333. З 16 червня по 15 липня 1942 року пройшов курс командира човна. З 12 серпня 1942 року — командир підводного човна U-468, на якому здійснив 3 походи (разом 132 дні в морі). 12 березня 1943 року потопив покинутий командою британський тепловий танкер Empire Light водотоннажністю 6537 тонн, навантажений баластом, який був пошкоджений 7 березня U-638 під командуванням Гінріха-Оскара Бернбека.
11 серпня 1943 року U-468 був атакований у Північній Атлантиці західніше Банжула (12°20′ пн. ш. 20°07′ зх. д.) глибинними бомбами британського бомбардувальника «Ліберейтор», яким керував Ллойд Трігг. Вогонь зенітних гармат човна сильно пошкодив бомбардувальник, але Трігг продовжив атаку і сильно пошкодив U-468, після чого «Ліберейтор» розбився об воду. Ніхто з восьми членів екіпажу бомбардувальника не вижив. Внаслідок атаки U-468 затонув, 44 члени екіпажу загинули, 7 (включаючи Шамонга) вціліли і сіли на гумовий рятувальний човен, який випав з бомбардувальника. 13 серпня німців знайшов британський корвет «Кларкія», вони були врятовані і потрапили в полон. Шамонг розповів британцям про дії Трігга і порадив нагородити його за хоробрість. Як наслідок, Трігга посмертно нагородили хрестом Вікторії.
В 2007 році новозеландський дослідник Артур Аркулус знайшов Шамонга неподалік від Кіля і розпитав його щодо бою з «Ліберейтором». Шамонг знову віддав шану хоробрості Трігга і сказав, що «такий відважний боєць, як Трігг в Німеччині був би нагороджений найвищою медаллю чи орденом.»

## Звання
- Кандидат в офіцери (3 квітня 1937)
- Морський кадет (21 вересня 1937)
- Фенріх-цур-зее (1 травня 1938)
- Оберфенріх-цур-зее (1 липня 1939)
- Лейтенант-цур-зее (1 серпня 1939)
- Оберлейтенант-цур-зее (1 вересня 1941)
- Капітан-лейтенант (1 червня 1944)

## Нагороди
- Залізний хрест
  - 2-го класу (10 січня 1942)
  - 1-го класу (березень 1943)
- Нагрудний знак підводника (березень 1943)